# Magdala, Tyskland
Magdala är en stad i Weimarer Mark-distriktet, i Thüringen, Tyskland. Staden ligger 10 km väster om Jena, och 12 km sydost om Weimar.
Kommunen ingår i förvaltningsgemenskapen Mellingen tillsammans med kommunerna Buchfart, Döbritschen, Frankendorf, Großschwabhausen, Hammerstedt, Hetschburg, Kapellendorf, Kiliansroda, Kleinschwabhausen, Lehnstedt, Mechelroda, Mellingen, Oettern, Umpferstedt, Vollersroda och Wiegendorf.